# Els Jóvens
Els Jóvens és un grup de folk o folklore pop valencià.
Els seus principals referents són, per una banda, Al Tall, dels quals reben sobretot una influència semàntica. D'altra banda, grups que han intentat portar el folklore a la seua visió del pop, i en este aspecte destaca el pes de Pep Laguarda. Segons afirma el mateix grup, la seua intenció és incorporar la música i la cultura popular valenciana «a la seua visió de vore el món».

## Trajectòria musical
L'origen del grup es troba en dos músics de Sant Vicent del Raspeig (l'Alacantí), Pep i René, i un altre de Bocairent, Blai. Ben prompte entraren altres components procedents d'altres llocs del País Valencià, que aportaren a la banda instruments tan variats com el guitarró, la bandúrria o el llaüt.
Comencen a assajar i a gravar el 2016, però el seu primer gran concert arribaria l'octubre de 2017, a la final del Concurs Sons de la Mediterrània, a Manresa. El 2018 van presentar el seu primer senzill Anís Tenis i durant l'any van traure quatre senzills més, com a avançament del seu primer disc. Entre els singles cal destacar El gol i la mort (romanç del futbolista Paco Alcácer), a propòsit de la celebració del primer gol que va marcar com a valencianista. Els senzills van acompanyats d'unes portades dissenyades per cinc il·lustradores i il·lustradors valencians.
L'abril de 2018 van publicar el seu primer disc, Els Jóvens (El Niño de la Hipoteca Records) amb onze cançons que mesclaven pop i música tradicional valenciana. L'àlbum va obtindre una bona acollida i el grup fou el gran triomfador dels Premis Ovidi 2018. Així, aconseguiren 5 nominacions i guanyaren en 4 categories: grup revelació, millor lletra (per T'ailoviu més que l'hòstia), millor cançó (per Anís Tenis) i millor disseny.
També triomfaren a la primera edició dels Premis Carles Santos de la Música Valenciana, en obtindre 3 guardons: millor artista revelació, millor cançó (per Anís Tenis) i millor disc.
L'1 d'agost de 2019 van anunciar en un vídeo en xarxes socials que Els Jóvens es dissoldrien com a grup després d'un últim concert al Teatre Calderón d'Alcoi el 2 de novembre de 2019.

## Discografia
L'abril de 2018 van publicar el seu primer i únic disc, Els Jóvens (El Niño de la Hipoteca Records) que compta amb onze cançons. Al llarg de 2018 i 2019 van donar una sèrie de concerts presentant el disc al llarg de la geografia valenciana en l'Intercomarcal Tour.
| • Els Jóvens (2018) |
| --- |
| (El Niño de la Hipoteca Records) 1. Anís Tenis, 5:37 2. T'ailoviu més que l'hòstia, 3:37 3. Jota coreana, 03:16 4. Crec que em fa falta un cor nou, 2:21 5. El gol i la mort (Romanç de Paco Alcácer), 5:05 6. Les xiquetes de hui en dia, 2:16 7. L'home i els vents, 4:29 8. It girl meua, 5:07 9. Eduardo i el fantasma de la mascletà, 6:11 10. La penúltima, 3:37 11. Cançó de bressol per a La Primavera, 3:54 |